# Alfabet de xat grec
L'alfabet de xat grec és alguna de les possibles codificacions informals que es 
fan servir per a escriure l'idioma grec amb l'alfabet llatí en entorns on l'alfabet grec
no està disponible (o seria molt feixuc de fer servir perquè no es disposa d'un teclat 
grec adequat, per exemple), com xat, telèfon mòbil, correu electrònic, etc.
Es coneixen amb diversos noms com: Greeklish (mescla de Greek i English, grec i anglès), Latinoellinika / Λατινοελληνικά (literalment grec a la llatina), o ASCII grec.
A diferència de sistemes normalitzats de romanització del grec, com les convencions internacionals per a la transliteració de noms de persones, de noms de llocs, o de títols bibliogràfics, aquestes convencions informals originen pràctiques d'escriptura ad hoc i força variables.

## Història
Ja existien tradicions de fer servir l'alfabet llatí per a escriure el grec. El terme frankolevantinika es refereix a l'ús de l'escriptura llatina per a escriure el grec en l'àmbit del catolicisme romà. ("Frankos" ha estat des de l'edat mitjana el terme grec per a referir-se als europeus occidentals, i per extensió als catòlics romans). Els manuscrits originals d'algunes obres literàries gregues del renaixement es van fer amb escriptura llatina (per exemple, la comèdia Fortounatos de Markos Antonios Foskolos, 1655). Un altre terme despectiu per a aquesta pràctica és frankovlahika/φραγκοβλάχικα -- "llatí de pagès" (explotant l'estereotip cultural negatiu entre els grecs sobre els valacs o aromanesos, que solien fer de pastors nòmades).

## Ús ortogràfic i ús fonètic
La codificació del grec en lletres llatines pot ser ortogràfica o fonètica.
En l'ús ortogràfic s'intenta reproduir l'ortografia grega fidelment: hi ha una correspondència d'un a un entre lletres gregues i llatines, s'eviten els digrafs, i ocasionalment es fa servir puntuació o xifres que s'assemblen a lletres gregues. Els criteris per triar les lletres varien entre semblança fonètica (per exemple 'v' per beta), semblança visual (per exemple x per khi, 8 per theta, h per eta, w per omega), o per ser la lletra a la mateixa tecla en un teclat grec (per exemple j per ksi, etc.). Però també ens podem trobar amb ps per psi, x o ks per ksi, th per theta. Per exemple, es diferencien les formes de l'escriptura grega que sonen igual com [i] en grec modern: h, i, u, ei, oi per η ι υ ει οι. Un exemple ortogràfic seria "plateia" (en grec plaça) per "πλατεία", amb una substitució lletra per lletra.

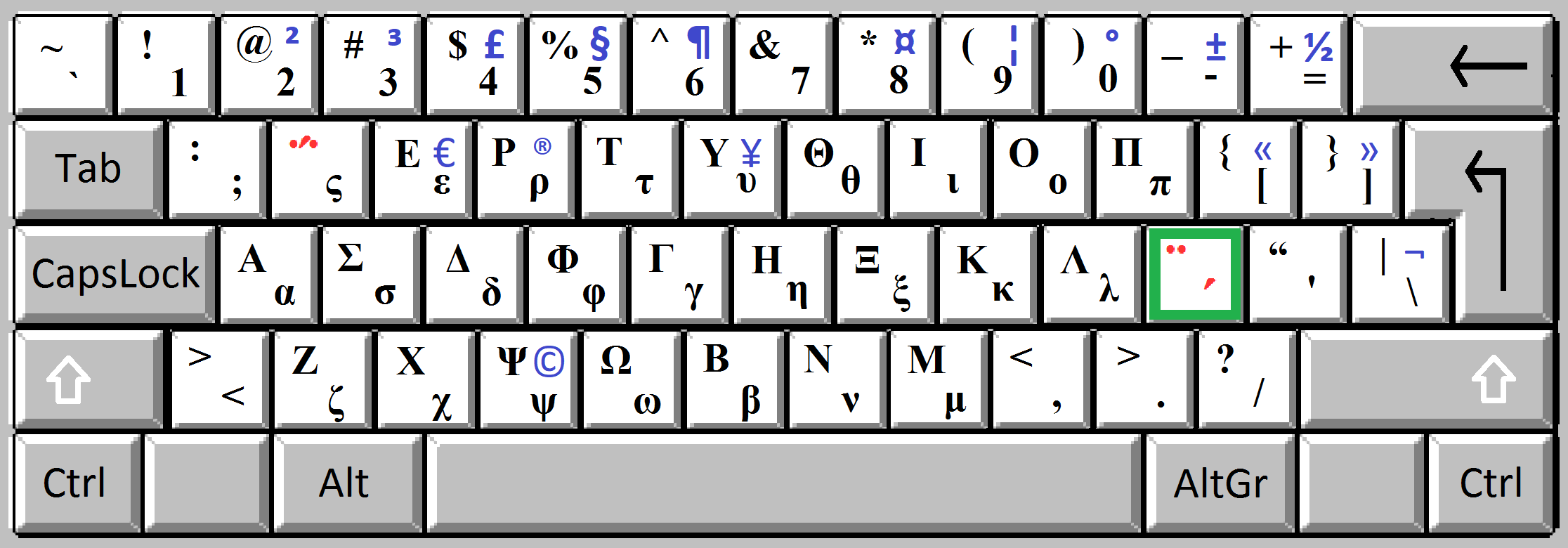
Distribució del teclat grec

En l'ús fonètic, no hi ha cap preocupació per reproduir l'ortografia grega, s'intenta fer una transcripció fonètica de les paraules gregues (sovint amb convencions fonètiques d'una altra llengua, com l'anglès o l'alemany). En concret, totes les formes d'escriure /i/ en grec modern es redueixen a i i no es diferencien pas com en l'escriptura grega. En un ús fonètic, khi sol ser x (si khi s'ha escrit amb ch) o ks (si chi s'ha escrit amb x). Usualment psi s'escriu ps, theta s'escriu th. Un exemple fonètic seria "platia" per "πλατεία", amb una substitució de "εί" per i.

### Variant xipriota
Existeix una diferència per al grec xipriota que reflecteix la seva fonologia característica. En concret, j pot indicar el so [dʒ] que se sol escriure en grec xipriota com τζι- i que correspone al so palatalitzat de la /k/ del grec estàndard. Per exemple, la paraula grega και /ke/ [ce] "i" que es transcriuria kai o ke; en xipriota és τζιαι [dʒe] que es transcriuria tziai o je.

### Exemples
| Alfabet grec | Possibles variants ascii |
| Α            | A                        |
| Β            | V,B                      |
| Γ            | G,Y                      |
| Δ            | D                        |
| Ε            | E                        |
| Ζ            | Z                        |
| Η            | H,I,E                    |
| Θ            | TH,8,Q                   |
| Ι            | I                        |
| Κ            | K,C                      |
| Λ            | L                        |
| Μ            | M                        |
| Ν            | N,V                      |
| Ξ            | KS,X,3,C                 |
| Ο            | O                        |
| Π            | P                        |
| Ρ            | R                        |
| Σ            | S                        |
| Τ            | T                        |
| Υ            | Y,U,I,V                  |
| Φ            | F,PH                     |
| Χ            | CH,X,H                   |
| Ψ            | PS,U                     |
| Ω            | W,O                      |